# Maison de Firmian
La maison de Firmian est le nom d'une famille de la noblesse autrichienne.

## Histoire
La première mention historique du nom Formicaria (fourmilière), plus tard Formigar ou Castello Firmiano, remonte à 945 et fait référence à un précurseur du château Sigmundskron. L'empereur Conrad II le Salique lui remet l'évêché de Trente en 1027. Au XIIe siècle, elle est confiée à des ministériels qui se font désormais appeler von Firmian. Vers 1473, le souverain du Tyrol, le duc Sigismond, achète le château, le rebaptise château Sigmundskron et le fait agrandir pour qu'il puisse résister aux armes à feu ; il ne reste que des vestiges relativement petits de l'ancien château de Formigar. En raison de difficultés financières, Sigismond doit bientôt à nouveau hypothéquer le château. En conséquence, les installations sont de plus en plus en mauvais état. En 1259, le comte Meinhard II et Albert de Goerz inféodent les chevaliers de Firmian avec deux domaines et des vignobles en Angleterre. En 1478, les Firmian reçoivent le titre de maréchal héréditaire du diocèse de Trente. En 1480, Nikolaus Firmian fait construire le château Firmian à Kronmetz, dans le Trentin, après avoir épousé l'héritière de la propriété ; Le château appartient encore aujourd'hui aux comtes Firmian. Le Palais Firmian, construit au XVIIIe siècle, est vendu au XIXe siècle. En 1526, la famille est élevée au rang de baron.
Leopold Anton est élu prince et archevêque de Salzbourg en 1727. En 1732, il fait expulser du pays plus de 20 000 protestants (exilés de Salzbourg). En 1743, Leopold Mozart est accepté dans son orchestre de cour. Lui et son frère Franz Alfons obtiennent le statut héréditaire de comte impérial en 1728. L'archevêque fournit des postes à tous les fils de son frère. Les neveux Leopold Ernst et Virgilius deviennent également évêques, Franz Laktanz devient intendant en chef et chambellan de Salzbourg et donc précepteur de Wolfgang Amadeus Mozart ; il est également connu comme portraitiste amateur et crée de nombreuses gravures. À l'occasion de son mariage en 1735, son oncle, l'archevêque, lui offre le château de Leopoldskron, construit entre 1736 et 1740 et reste la possession des comtes de Firmian jusqu'en 1828. Son jeune frère Karl Joseph devient gouverneur général de la Lombardie ; il est mécène et ami de Johann Joachim Winckelmann et Angelika Kauffmann. Leopold Maximilian (1766-1831) devient évêque de Lavant en 1800, administrateur de Salzbourg en 1818 et archevêque de Vienne en 1822.

## Armoiries

### Armoiries familiales
Les armoiries familiales sont décrites de trois manières en termes de couleurs et de division.
1. Divisé cinq fois par du rouge et de l'argent, des lunes d'argent ou des demi-anneaux aux endroits rouges (I)
2. En rouge, deux lingots d'argent accompagnés de six (3, 2, 1) lunes d'argent tombées. (II)
3. En argent, deux barres rouges accompagnées de six (3,2,1) lunes rouges tombées. (III)

Un oreiller rouge et argenté avec des boutons dorés et des plumes noires apparaît comme un joyau. Les plafonds sont rouges et argentés.

### Armoiries de comte (1749)
L'écusson est carré avec un écu central en argent dans lequel repose une couronne dorée sur un coussin rouge orné de pompons de même couleur aux angles. 1 et 4 sont divisés en croix six fois par le rouge et l'argent. Les parties rouges sont recouvertes de six croissants d'argent, 3, 2 et 1, retournés sous eux-mêmes de manière que les pointes se dressent sur les parties d'argent. 2 et 3 sont en bleu avec un bois de cerf de couleur naturelle, placé légèrement en diagonale vers la droite, à quatre extrémités dont chacune est ornée d'une étoile d'or. Le bouclier est recouvert de trois casques couronnés. Au-dessus du casque droit se trouve un coussin neuf fois argenté et rouge avec quatre pompons rouges si droits que l'un des pompons repose sur la couronne, et chacune des cinq pièces d'échecs en argent est recouverte d'une rose dorée. Sur le casque du milieu se trouve le coussin rouge du bouclier du milieu avec la couronne, au-dessus duquel s'élèvent deux lances d'argent tournées vers l'extérieur avec des drapeaux divisés en croix par de l'or et du rouge et entre lesquels pousse un dragon rouge couronné, regardant vers la droite, avec la langue tendue. et déployer les ailes. Le casque gauche porte les deux simples bois de cerf étoilés des champs 2 et 3 réunis. Les couvre-casques sont rouges et argentés à droite, bleus et dorés à gauche.

## Généalogie

### Ligne Baron-Comte
- Nikolaus von Firmian (mort en 1510), se marie avec Paula von Firmian, née Cavalli (mort en 1544) 
  - Georg Freiherr von Firmian (mort le 31 janvier 1540 à St. Pauls), maréchal héréditaire de l'évêché de Trente, gouverneur de l'Etsch et Burgrave du Tyrol, se marie avec Katharina von Thun (morte en 1521).
    - Anna (morte le 16 avril 1543 à Mattighofen), se marie avec Christophe (né en 1480, mort le 22 avril 1551 à Mattighofen), comté d'Ortenbourg
- Franz Wilhelm Freiherr von Firmian (né en 1636), se marie avec Maria Viktoria von Thun
  - Karl Joseph (1685–1715)
  - Leopold Anton Eleutherius Baron impérial et comte de Firmian (1679–1744), prince impérial et archevêque de Salzbourg
  - Franz Alfons Georg seigneur et (1728) domte de Firmian (né le 11 octobre 1680, mort en 1748), se marie avec Barbara Elisabeth comtesse de Thun–Hohenstein; onze enfants dont :
    - Leopold Ernst comte de Firmian (1708–1783), Cardinal, prince-évêque de Seckau et Passau
    - Franz Laktanz comte de Firmian (né le 29 janvier 1709 à Mezzocorona, mort le 6 mars 1786 à Nogaredo), conseiller privé du prince-archevêque, intendant en chef et chambellan; artiste, collectionneur et mécène, propriétaire du château de Leopoldskron, se marie avec Maximiliane comtesse Lodron; enfants :
      - Leopold Anton (1737–1828), propriétaire du château de Leopoldskron, se marie avec Maria Aloysia comtesse de Wolkenstein-Trostburg, enfants :
        - Leopold (né le 11 octobre 1760)
        - Karl Maria (né le 26 septembre 1766, mort le 22 février 1822), conseiller privé et véritable chambellan, se marie avec Maria Anna comtesse d'Althann, née comtesse de Martinitz
        - Maria Anna (née le 11 juillet 1777), se marie avec Anton Maria comte de Wolkenstein-Trostburg, seigneur de Neuhaus (1775–1808)
        - Nothburga, se marie avec la général-major Kaspar comte de Lodron

      - Ernst (1743–1789)
      - Josepha (1745–1803), se marie avec Leopold Julius Felix comte d'Arco (1752–1803)

    - Virgilius Augustin Maria comte de Firmian (1714–1788), prévôt de la cathédrale de Salzbourg, puis évêque de Lavant
    - Karl Joseph (1716–1782) ou Karl Gotthard (1718–1782) comte de Firmian, gouverneur général de Lombardie
      - Leopold comte de Firmian (né le 26 septembre 1786, mort le 4 mars 1839), se marie avec Johanna von Steffenelli zu Prenterhof-Hohenmaur (Stefanelli von Hohenmauer-Brendtenhof)
        - Ludwig (né le 7 mai 1819, mort le 30 octobre 1888 à Kronmetz), épouse le 4 août 1849 Adele (née le 30 octobre 1831), fille de Stanislas Piotrowski
          - Luise Johanne von und zu Firmian und Meggel (né le 21 juillet 1850), épouse le 11 novembre 1871 Carl Gundaccar von Suttner (né en 1842, mort le 8 décembre 1889), Secrétaire ministériel  du ministère de l'Agriculture à Vienne

        - Pius Heinrich comte de Firmian (né le 9 septembre 1824, mort le 24 août 1869), se marie avec Emma Petrichevich-Horvath von Széplak
          - Johann Nepomuk Pius Anton comte von und zu Firmian auf Kronmetz und Meggel (né le 9 juin 1864, mort le 30 août 1952), contre-amiral
            - Hilpold Hans comte de Firmian, se marie avec Flora Bevilaqua
            - Hans Pius Eugen comte de Firmian, se marie avec Eva Lutz
            - Georg Peter comte de Firmian, se marie avec Gabrielle Schmidt von Zabierow
            - Johanna verh. Gräfin von Hardegg-Glatz (né le 17 mai 1912)

        - Johann Nepomuk comte de Firmian (mort le 22 mars 1883)
          - Lattanzio Nikolaus comte de Firmian (mort le 11 juillet 1946)

    - Elisabeth Gabriele (1722–1782), époux de Sebastian comte Fugger-Glött
    - Maria Theresia (1718–1789), se marie avec Franz Josef seigneur de Kuenburg (1716–1793), chambellan.